# Балашешти (Галац)
Балашешти (рум. Bălăşeşti) насеље је у Румунији у округу Галац у општини Балашешти. Oпштина се налази на надморској висини од 137 m.

## Становништво
Према подацима из 2002. године у насељу је живело 2566 становника, од којих су сви румунске националности.

### Хронологија
| Година       | 1992 | 1993 | 1994 | 1995 | 1996 | 1997 | 1998 | 1999 | 2000 | 2001 | 2002 | 2003 | 2004 | 2005 | 2006 | 2007 | 2008 | 2009 | 2010 | 2011 | 2012 | 2013 | 2014 | 2015 | 2016 | 2017 |
| ------------ | ---- | ---- | ---- | ---- | ---- | ---- | ---- | ---- | ---- | ---- | ---- | ---- | ---- | ---- | ---- | ---- | ---- | ---- | ---- | ---- | ---- | ---- | ---- | ---- | ---- | ---- |
| Становништво | 2956 | 2885 | 2800 | 2742 | 2672 | 2621 | 2606 | 2627 | 2615 | 2611 | 2581 | 2547 | 2528 | 2533 | 2521 | 2508 | 2464 | 2435 | 2414 | 2412 | 2360 | 2352 | 2364 | 2362 | 2347 | 2322 |